# 中华睑虎
中华睑虎（学名：Goniurosaurus sinensis）一种分布于中华人民共和国海南岛的爬行动物，隶属于睑虎科睑虎属。其种加词“sinensis”意为“中华的”。
中华睑虎是由海南省林业局的工作人员周润邦于2019年于海南岛中西部山区发现。